# 森義豊
森 義豊（もり よしとよ、生没年不詳）は、江戸時代中期の槍術家。通称は勘右衛門。

## 経歴・人物
下石流槍術の始祖といわれる下石三正の門人で、宝蔵院流下石派2代目。初め陸奥白河藩に仕え、のち江戸に住んだ。書や和歌も能くした。